# Valdir Benedito
Valdir Benedito, född 25 oktober 1965, är en brasiliansk tidigare fotbollsspelare.
Valdir Benedito spelade 3 landskamper för det brasilianska landslaget. Han deltog bland annat i Copa América 1991.